# Gaijin
Gaijin (外人?, gaijin) è una parola giapponese che significa letteralmente "persona esterna", cioè non nativa del Giappone; è formata dai caratteri 外(On ガイ, Kun そと) e 人(On ジン, Kun ひと). Con questo termine i giapponesi sono soliti indicare gli stranieri, sebbene spesso con una connotazione velatamente razzista rispetto al più neutro gaikokujin (外国人?, gaikokujin).
È comunque uso, nella lingua giapponese, accostare un termine generico al suffisso -san per appellarsi ad uno sconosciuto; in questo caso, quindi, l'appellativo gaijin-san può anche essere interpretato senza la connotazione negativa spesso affiancata alla singola parola.